# Norra Hestra kyrka
Norra Hestra kyrka är en kyrkobyggnad som tillhör Norra Hestra församling, sedan 2018 i Växjö stift (tidigare Skara stift). Den ligger vid Nissastigen i Gislaveds kommun.

## Historia
En kyrka i Norra Hestra nämns 1540 i Skara stifts jordebok. Kyrkan eldhärjades 1619. Träkyrkan var helt klädd med spån och bestod av långhus med smalare kor och vapenhus. En sakristia tillkom 1724.

## Kyrkobyggnaden
En ny timmerkyrka med spåntak byggdes 1752-1753 och består av ett rektangulärt långhus med brant takfall och ett närmast fullbrett rakt kor i öster, sakristia norr om detta och vapenhus i väster. Interiören dekorerades 1756-57 med målningar av Boråskonstnären Ditlof Ross. 
År 1871 inköptes en orgel byggd av Erik Adolf Setterquist, Örebro. Detta medförde behov av en utvidgning av kyrka och läktare. Detta utfördes under detta och följande år, varvid kyrkan förlängdes åt väster. Ommålning både interiört och exteriört utfördes. I början av 1900-talet planerades en nybyggnation men i stället utfördes en restaurering 1925-26. Målsättningen var då att återskapa utseendet före 1871.
En genomgripande renovering genomfördes 1968-70 under ledning av arkitekt Per Rudenstam. Konservatorsarbeten utfördes. En del ursprunglig färgsättning framtogs. Interiören har bevarad inredning från byggnadstiden: bänkar, läktare och altaruppsats.

## Klockstapel och klockor
Klockstapeln som tillhör kyrkan byggdes under 1600-talet. Den har tre klockor:
- Mellanklockan, gjuten på 1500-talet, tidigare storklocka,
- Lillklockan, gjuten 1783 av klockgjutare Elias Fries Thoresson i Jönköping och inköpt 1830 från Svenljunga kyrka, efter att en ny klockstol gjorts i ordning år 1829,
- Storklockan, gjuten 1951 av M & E Ohlssons klockgjuteri i samband med att klockorna fick elektrisk ringning 1952.

## Inventarier
- Ett väggfast altare tillverkat 1969 av liggande, obehandlade furubrädor.
- Altaruppsatsen liksom läktarbröstningen är bemålade 1756 av Boråsmästaren Ditloff Ross.
- Av Ross långhusmålningar återstår endast några takbrädor som förvaras på vinden.
- Predikstolen är fyrsidig och tillverkades 1659 och präglas av senrenässans. Sannolikt har den ursprungligen stått i Åsenhöga kyrka.
- Dopfunten av ek tillkom 1961 och är ritad av Adolf Niklasson.

### Orgel
Den mekaniska orgeln på läktaren i väster är byggd 1969 av Hermann Eule, Bautzen. Den har tretton stämmor fördelade på två manualer och pedal.

## Bilder

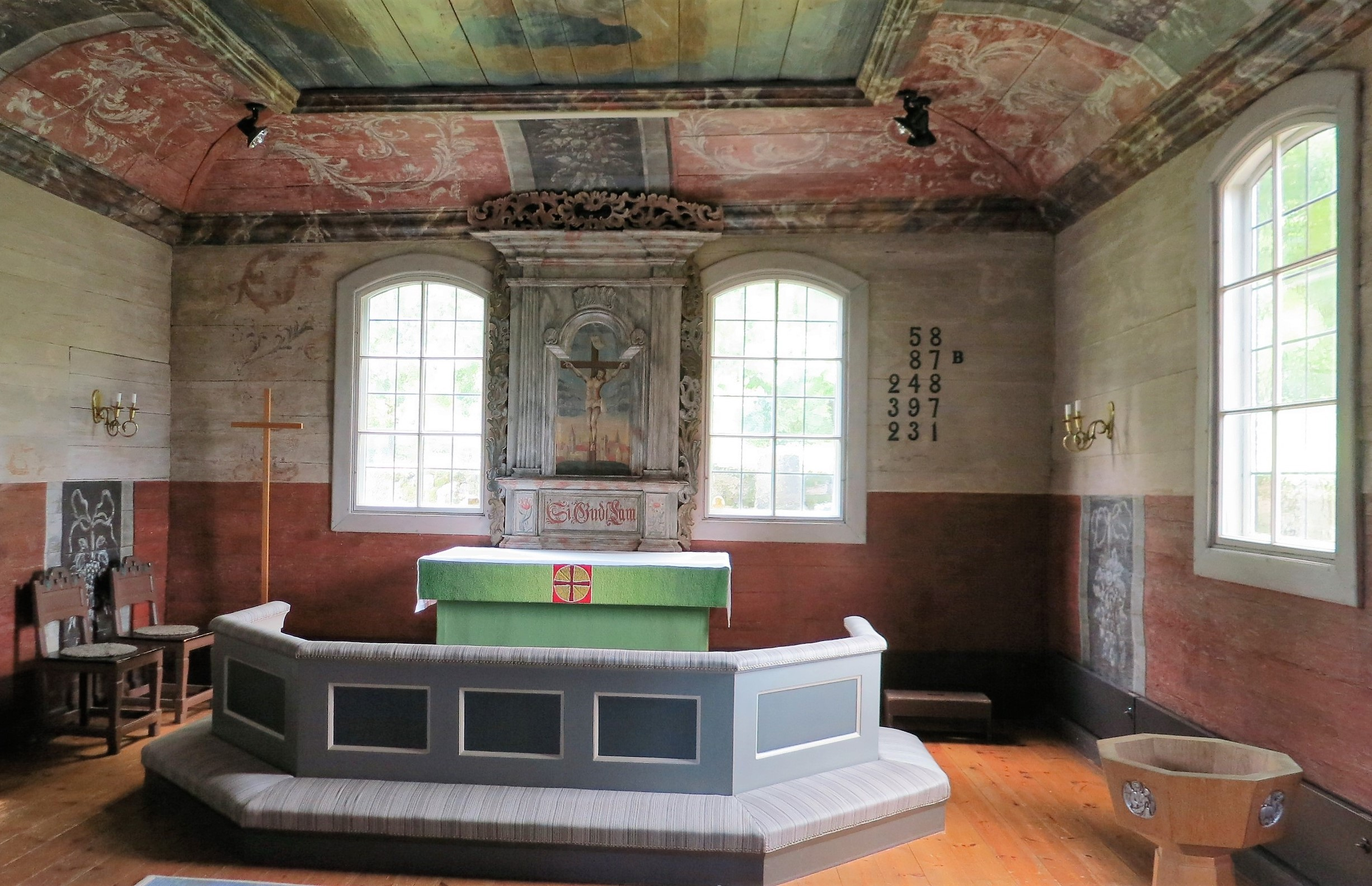
Koret
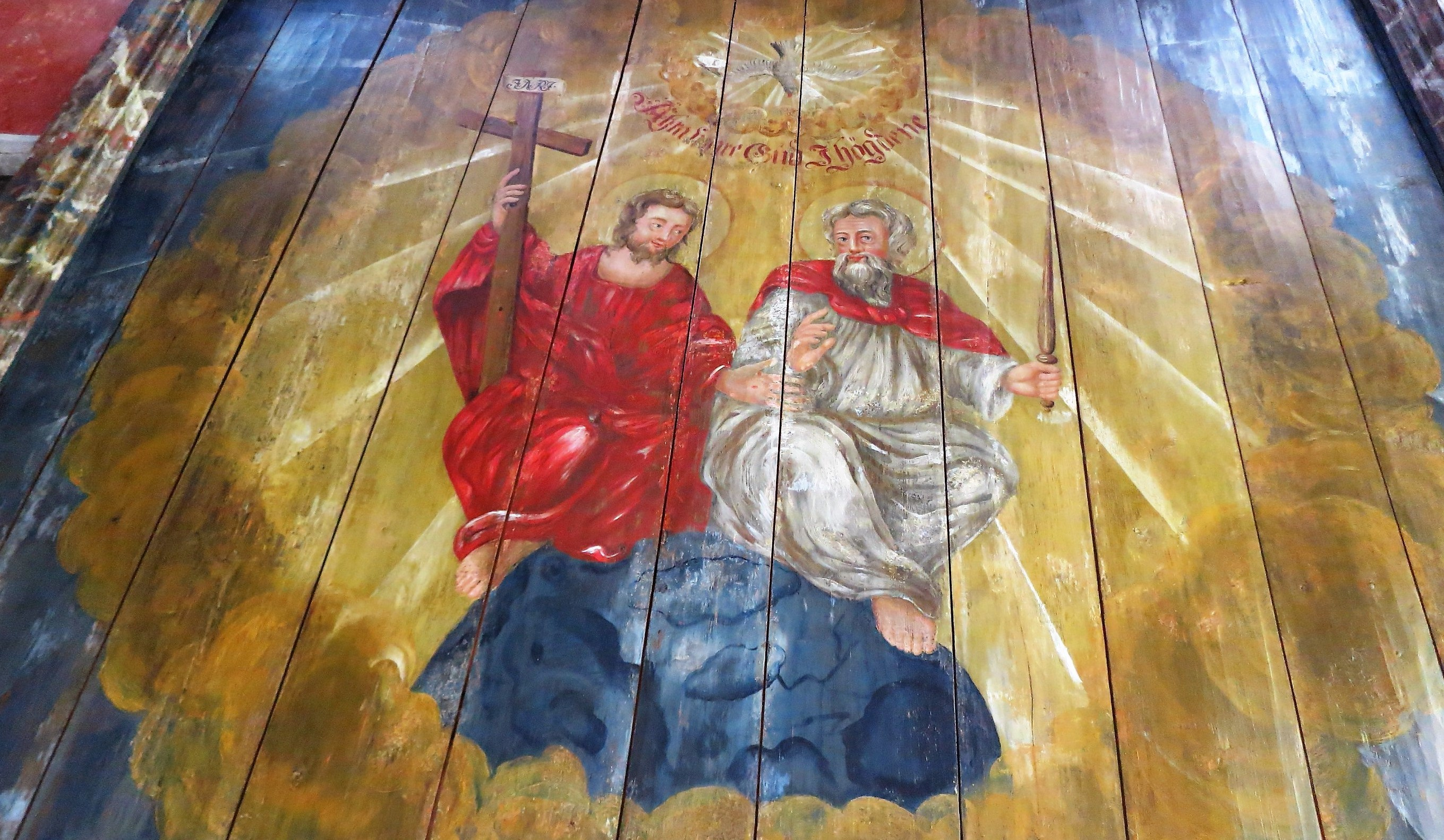
Takmålning i koret
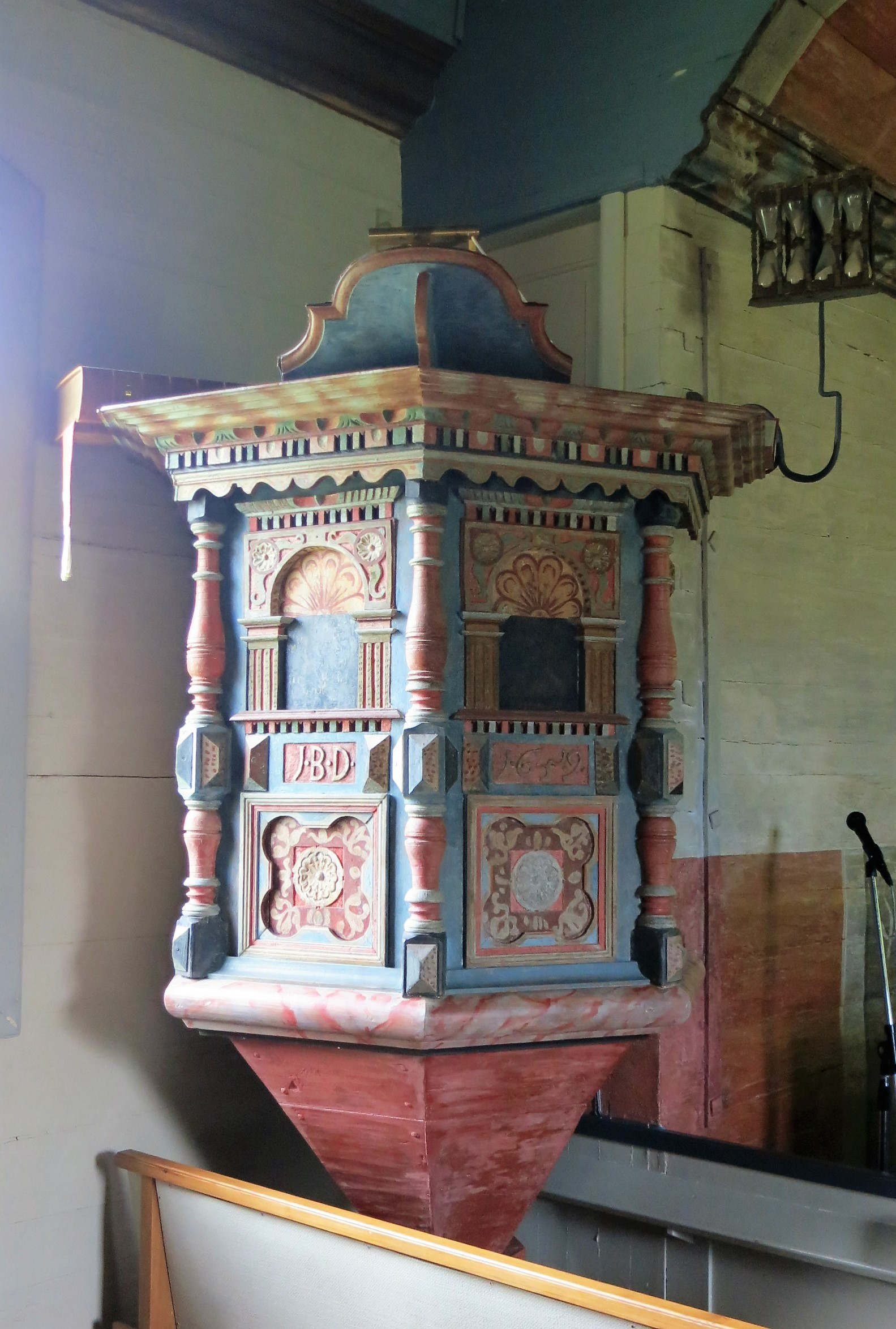
Predikstolen
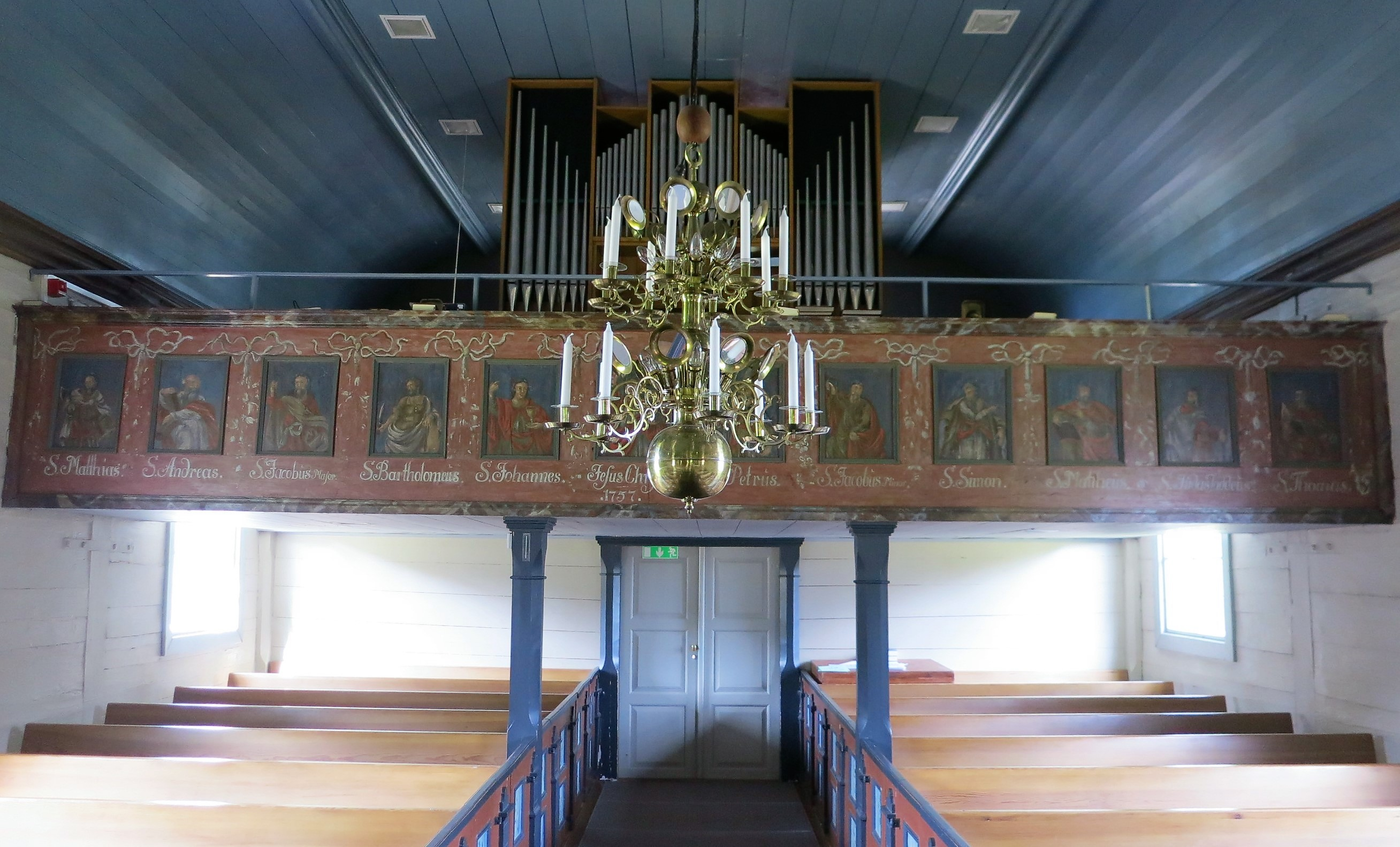
Orgelläktaren